# Matt Murphy
Matt „Guitar” Murphy (ur. 29 grudnia 1929 w Sunflower, zm. 15 czerwca 2018 w Miami) – amerykański gitarzysta bluesowy.

## Życiorys
W 1952, Murphy przebywał w Chicago, gdzie rozpoczął długotrwałą współpracę z Memphis Slim, wydając z nim album At The Gate of Horn (1959).
Matt Murphy nie miał własnego zespołu do 1982 roku, ale grał z wieloma ówcześnie znanymi grupami i osobami. Wśród nich byli:
- Howlin’ Wolf
- Junior Parker
- Ike Turner
- Memphis Slim
- James Cotton
- Otis Rush
- Etta James
- Sonny Boy Williamson II
- Chuck Berry
- Joe Louis Walker
- The Blues Brothers

Murphy’ego można zobaczyć w filmach The Blues Brothers oraz Blues Brothers 2000. Współpraca z Blues Brothers Band spowodowała, że stał się on jednym z najbardziej znanych gitarzystów bluesowych w Stanach Zjednoczonych.
Istnieje gitara sygnowana przez Murphy’ego, która jest produkowana przez firmę Cort.
Murphy stał się znacznie mniej aktywny, odkąd doznał udaru mózgu na scenie podczas występów w Nashville w 2003 r.